# Alicia Maguiña
Alicia Rosa Maguiña Málaga (Lima, 28 de noviembre de 1938-Lima, 14 de septiembre de 2020) fue una cantante y compositora peruana de música criolla y andina.

## Biografía
Nació el 28 de noviembre de 1938 en la clínica del Hospital Loayza, hija de Alfredo Maguiña Suero, natural de Huaraz e hijo del exministro Alejandrino Maguiña, y Alicia Málaga, natural de Arequipa, quienes la llevaron a Ica cuando tenía dos meses, quedándose allí hasta los doce a trece años. Estudió primaria en el colegio Arbulú de esa localidad hasta que su padre fue nombrado magistrado de la Corte de Lima. Se trasladó a Lima, donde continuó los estudios en el Colegio Santa Úrsula.
A diferencia de otras jóvenes de su edad, Alicia se caracterizó por rodearse de mujeres mayores como Doris Gibson, fundadora de la revista Caretas, con quien almorzaba los sábados en el Suizo de La Herradura en Chorrillos y alternaban en reuniones tanto el departamento de Doris en el Jirón Camaná como el departamento de Alicia en Juan Pezet en San Isidro. Otras mujeres mayores que alternaban con Alicia fueron Carola Aubry, Catalina Recavarren y Rosa Graña.
Se casó en primeras nupcias con Eduardo Bryce Echenique, hijo de Francisco Bryce y de Elena Echenique, y hermano del escritor Alfredo Bryce Echenique. La pareja tuvo dos hijos: Alicia y Eduardo Bryce Maguiña.
Posteriormente contrajo matrimonio con el guitarrista y compositor afroperuano Carlos Hayre, con quien vivió una época intensa a nivel artístico, debido a la gran cantidad de contratos y trabajos musicales que realizaron por aquel entonces. Con él grabó para el sello Iempsa, aproximadamente ocho producciones.

### Vida artística
Aunque se inició por la composición a los 13 años, movida por la voz de Jesús Vásquez, la guitarra de Óscar Avilés y la inspiración del compositor Felipe Pinglo Alva, se dedicó al estudio de la música peruana, en especial de la música criolla. Ha trabajado con diversos músicos a lo largo de su carrera artística como Carlos Hayre, Filomeno Ormeño, Rafael Amaranto, Paco Maceda, Modesto Pastor, Los Hermanos Velásquez, Lucho de la Cuba, Gustavo Urbina, Ernesto Vicuña, Daniel Kirwayo, Víctor Ángulo, Juventud Huancaína de Zenobio Dagha y Óscar Avilés.
El periodista Luis Felipe Angell "Sofocleto", la escuchó en una actuación de exalumnos del Colegio Santa Úrsula (donde estudió) y comentó con los dueños del diario El Comercio, quienes a su vez hablaron con sus padres, los cuales con poco agrado aceptaron para que grabara su primer álbum de canciones, siendo su padrino artístico el periodista y compositor César Miró.
En 1954, se acercó a la Academia de Música del maestro Óscar Avilés de la calle Boza para perfeccionar sus conocimientos de guitarra. 
En 1956, compuso su primer tema, el vals peruano «Inocente amor», estrenado por el trío Los Troveros Criollos y grabado luego por muchos exponentes de lo nuestro como Pepe Torres y conjunto, Edith Barr, Cecilia Barraza y Luz Melva 
En 1957, luego de obtener su compatriota Gladys Zender el título de Miss Universo, compuso para ella la canción «Polka a Gladys Zender», este tema también fue grabado por Los Troveros Criollos. Además, empezó a incluir el huaino en su repertorio.
En 1963, compuso su canción más importante, «Indio», tema que ha sido grabado por diversos artistas como Los Chamas, Roberto Tello, Olga Guillot, Lucho Neves, Cholo Berrocal, Rodolfo Coltrinari, Los Morochucos, Los Romanceros Criollos, Carmina Cannavino, Daniel Santos, Edith Barr, Miguelito Valdez, Óscar Avilés, Luis Alberto del Paraná, Los Indios Aguarunas y Carmencita Lara, entre otros grandes intérpretes. 
En 1966, apareció en la película La Venus maldita, dirigida por Alfredo Crevenna, cantando el tema «Indio», con acompañamiento de orquesta.
Son muchos los intérpretes que han grabado los temas de la maestra Alicia Maguiña como Eva Ayllón, quien grabó «Recordando a mi padre», «Soledad sola» y «Dale, toma», Jesús Vásquez llevó al disco sus temas «Ica mañana voy» y «Soledad sola», y Tania Libertad versionó «Mi querido Guayaquil», «Soledad sola», «Todo me habla de ti» y el huayno «Serrana».
Otros representantes de música peruana que han grabado sus temas son: Yola Polastri, Los Embajadores Criollos, María Obregón, Julie Freundt, Los Dávalos, Aurora Alcalá, Cecilia Bracamonte, Bartola, Rubén Flórez, Filomeno Ormeño y Lucho de la Cuba. En el año 2015, como parte del álbum «Alma del Ayer» el artista Felipe Alberto lanza el primer videoclip de un tondero con el tema «La Apañadora» filmado en Calgary, Canadá. Luego graba el tema por segunda vez con la guitarra y dirección musical de Ales Velas en la producción «Nuestro Secreto».
Trabajó en Radio Nacional del Perú conduciendo La hora de Alicia Maguiña los sábados y domingos de 14:00 a 15:00, en donde hizo un recorrido por las diferentes expresiones culturales y artísticas costeñas y andinas.

### Últimos años
Se retiró de la vida artística debido a su edad y a la carencia de espacios que permitan la difusión de su estilo de música. No obstante, el 2019 publicó un libro autobiográfico titulado Mi vida entre cantos con el apoyo del Ministerio de Cultura y la Universidad San Martín de Porres (USMP).
Falleció el 14 de septiembre de 2020 en el Hospital Edgardo Rebagliati debido a un derrame cerebral a la edad de 81 años.

## Canciones
Ha hecho aproximadamente más treinta composiciones incluyendo valses, marineras, huaynos, mulizas, etc. Algunas de ellas son:
- «Inocente Amor» (1956)
- «Polka a Gladys Zender» (1957)
- «Viva el Perú y Sereno», considerada por El Comercio como una de las canciones que despegó su carrera.[9]
- «Vivirás eternamente», vals inspirado en el escritor José María Arguedas.
- «Indio» (1963)
- «Jauja» (1976)
- «Estampa limeña», dedicada al Señor de los Milagros.
- «La apañadora», tondero inspirado en las campesinas del algodón iqueño.
- «Santiaguera flor de caña», tondero inspirado en la Maestra de Maestras del Tondero y Marinera Milly Ahón.
- «San Miguel de Piura»

## Discografía
Discos de vinilo (LP):
- 1957 La dueña del santo
- 1958 Estampa limeña
- 1959 Mi corazón (EP)
- 1964 Alicia canta a ..." (Con Rafael Amaranto, Álvaro Pérez, Federico Dávila y Carlos Hayre)
- 1965 Alicia Maguiña con Mario Cavagnaro y su Sonora Sensación.
- 1966 Alicia Maguiña y su conjunto
- 1967 Perú moreno
- 1969 Gratos recuerdos de Alicia Maguiña en Ecuador
- 1970 Alicia y Carlos (Alicia Maguiña y Carlos Hayre)
- 1971 Alicia Maguiña
- 1974 La voz de la tierra.
- 1976 Alicia Maguiña
- 1978 Te adoro tierra mia.
- 1980 De adentro sale el canto
- 1981 Mi terruño

Otros discos:
- 2002: Tradiciones[10]

## Premios y condecoraciones
- 2011. Orden El Sol del Perú, en grado de Gran Oficial[11][12]
- Orden al Mérito por Servicios Distinguidos, en grado de Gran Comendador.
- Palmas Artísticas del Ministerio de Educación del Perú.
- 2013. Condecoración “Región Piura” en el Grado de Gran Oficial[13]

## Filmografía
- La Venus maldita (1967)